# تی‌ام بکس
تی‌ام بکس (انگلیسی: TM Bax) یک گروه موسیقی ایرانی است که اعضای آن در شهر مالمو کشور سوئد زندگی می‌کنند. شاهین‌لو، علیبی و نبیلتی اعضای این گروه هستند و فعالیت حرفه‌ای خود را در ۲۰۰۶ در زمینهٔ موسیقی رپ آغاز کردند در سال‌های گذشته دو تن از اعضای آن به نام امین و حسین‌ Msain (حسین تی ام) از این گروه جدا شدند. از آهنگ‌های جدید این گروه می‌توان به بریدم، کارما، بد و دیگر آهنگ‌های این آلبوم اشاره کرد.
با توجه به نظرات مختلف از سوی طرفداران محبوب‌ترین آهنگ این گروه موسیقی آهنگ «تو کلاس» معرفی شده است.

## ریشهٔ نام
نام این گروه به معنای بچه‌های دیوانه (روانی)، از واژهٔ «تی‌ام» به معنی «تیمارستان» یا دیوانگان و بکس از واژهٔ عامیانهٔ «بروبکس» یا همان «بروبچ» گرفته شده‌است.

## فعالیت‌های هنری
اعضای گروه تی‌ام بکس، شامل علیبی (Alibi) زادهٔ ۱۹۸۸ در کپنهاگ، نَبیلتی (Nabilety) زادهٔ ۱۹۸۴ در تهران، در سال ۲۰۰۷ با انتشار ترانه خانوم ببخشید وارد عرصهٔ موسیقی شدند و در سال ۲۰۰۸ به اجرای کنسرت موسیقی در شهرهای دانمارک پرداختند.
نخستین آلبوم این گروه با نام «اتاق انتظار» با ۸ ترانه و دومین آلبوم این گروه به نام «دنیا کافی نیست» دارای ۱۵ ترانه و آلبوم سوم به نام «سلسله» با ۹ ترانه وارد بازار شد.
اعضای گروه تی‌ام بکس به محدود بودن موسیقی اعتقادی ندارند و با ادغام موسیقی فارسی با موسیقی کشورهای دیگر سبک تازه‌ای را در موسیقی در ایران پدیدآوردند.

## ترانه‌شناسی

### آلبوم‌ها
| عنوان                      |
| -------------------------- |
| شب‌های تهران (با ای‌اف‌ایکس)  |
| میریم جلو                  |
| رُک بگم (با صبا زد)         |
| نسلِ گمشده                  |
| داداشا (رفقای واقعی)       |
| بپا                        |
| تیامِ من                    |
| بفرما (با شارومین)         |
| بذار اونم بدونه (با دیانا) |
| دروغ                       |
| منو فراموش نکن (با دیانا)  |
| بابک زنجانی                |
| هنوز یادمه (با صبا زد)     |
| تو و پول                   |
| فضانورد (با دیانا)         |
| دنیا کافی نیست (۲۰۱۵)      |

#### سلسله (۲۰۱۸)[۱۰]
| عنوان         |
| ------------- |
| سلسله         |
| اونا نمی‌دونن  |
| مثله این      |
| کی میگه       |
| پِرِستیج        |
| نباش نگرانم   |
| جلودارِت       |
| آدم نمی‌شم     |
| انگاری بیزارم |

### تک‌آهنگ‌ها[۱۱]
| عنوان                     | انتشار |
| ------------------------- | ------ |
| اوکی اوکی                 | ۲۰۲۳   |
| جز تو (دیجی سیاوش رمیکس)  | ۲۰۲۳   |
| نی کوپیتو                 | ۲۰۲۲   |
| دریم (خواب دیدم)          | ۲۰۲۲   |
| آفلاین                    | ۲۰۲۲   |
| جز تو                     | ۲۰۲۲   |
| گنجاگون                   | ۲۰۲۲   |
| نی جانا (با رادیکا مادان) | ۲۰۲۱   |
| چا چا                     | ۲۰۲۱   |
| الگو (ایدل)               | ۲۰۲۱   |
| عوضیا                     | ۲۰۲۱   |
| می کورازون                | ۲۰۲۱   |
| روزِ نو (چیل ورژن)         | ۲۰۲۱   |
| خان‌دون                    | ۲۰۲۱   |
| اکسیژن                    | ۲۰۲۱   |
| کی‌کی (چیل ورژن)           | ۲۰۲۰   |
| روزِ نو                    | ۲۰۲۰   |
| اینتو ریتو                | ۲۰۲۰   |
| یه یه                     | ۲۰۲۰   |
| مسله‌ای نی                 | ۲۰۲۰   |
| تهران مالِ ماست            | ۲۰۲۰   |
| کی‌کی                      | ۲۰۱۹   |
| لازممی                    | ۲۰۱۹   |
| بوآله                     | ۲۰۱۸   |
| نمک نشناس                 | ۲۰۱۸   |
| لوزومی نداره              | ۲۰۱۸   |
| مسله‌ای نی                 | ۲۰۱۸   |
| مشکی لباس (دیجی آل رمیکس) | ۲۰۱۸   |
| معتادتم                   | ۲۰۱۷   |
| مشکی لباس                 | ۲۰۱۷   |
| دهن سرویس                 | ۲۰۱۷   |
| دخترای بد                 | ۲۰۱۶   |
| فیک                       | ۲۰۱۶   |
| دوستات                    | ۲۰۱۶   |
| سانسور                    | ۲۰۱۶   |
| غلط کردم                  | ۲۰۱۶   |
| دیوونه شو                 | ۲۰۱۴   |